# Caecum (mollusque)
Pour les articles homonymes, voir Caecum.
Genre
Synonymes
- Brochina Gray, 1857
- Brochus T. Brown, 1827
- Cornuoides T. Brown, 1827
- Elephantanellum Bartsch, 1920
- Elephantulum Carpenter, 1857
- Fartulum Carpenter, 1857
- Micranellum Bartsch, 1920
- Odontidium Philippi, 1836
- Pictocaecum Habe, 1978

Caecum est un genre de mollusques gastéropodes de l'ordre des Littorinimorpha et de la famille des Caecidae. 

## Liste des espèces
Selon World Register of Marine Species (3 novembre 2018) :

Caecum abnormale - Caecum abreviatum - Caecum achirona - Caecum amamiense - Caecum amputatum - Caecum amydroglyptum - Caecum angustum - Caecum annulatum - Caecum antillarum - Caecum arabicum - Caecum armoricum - Caecum atlantidis - Caecum attenuatum - Caecum auriculatum - Caecum austrafricanum - Caecum australe - Caecum bahiahondaense - Caecum bakeri - Caecum bathus - †Caecum benhami - †Caecum bensoni - Caecum bicinctum - Caecum bimamillatum - Caecum bimarginatum - Caecum bipartitum - Caecum borneoense - Caecum bounty - Caecum brasilicum - Caecum brennani - Caecum breve - Caecum bucerium - Caecum californicum - Caecum campanulatum - Caecum carolinianum - †Caecum carpenteri -  Caecum caverna - Caecum chilense - Caecum chinense - Caecum cinctum - Caecum circumvolutum - Caecum clarkii - Caecum clarum - Caecum clathratum - Caecum clava - Caecum cocoense - Caecum codoceoae - Caecum condylum - Caecum continens - Caecum cooki - Caecum cooperi - Caecum corrugatulum - Caecum crassum - Caecum crebricinctum - Caecum crispum - Caecum cuspidatum - Caecum cycloferum - Caecum dakuwaqa - Caecum dalli - Caecum danielei - Caecum debile - Caecum delicatulum - Caecum derjugini - Caecum dextroversum - Caecum digitulum - Caecum diminutum - Caecum donmoorei - Caecum dux - Caecum eburneum - Caecum elegantissimum - Caecum eliezeri - Caecum elongatum - Caecum engli - Caecum eunoi - Caecum exile - Caecum farcimen - Caecum fijiense - Caecum firmatum - Caecum floridanum - Caecum folini - Caecum geigeri - Caecum glabellum - Caecum glabriforme - Caecum glabrum - Caecum gofasi - Caecum gracile - Caecum gulosum - Caecum gurgulio - Caecum hemisphericum - Caecum heptagonum - Caecum heterochromum - Caecum imbricatum - Caecum imperforatum - Caecum incisum - Caecum inclinatum - Caecum infimum - Caecum inflatum - Caecum inhacaense - Caecum insculptum - Caecum insularum - Caecum intortum - Caecum japonicum - Caecum johnsoni - Caecum jonatani - Caecum jucundum - Caecum knysnaense - Caecum kontiki - Caecum laeve - Caecum lapita - Caecum laqueatum - Caecum leilae - Caecum limnetes - Caecum limpidum - Caecum lindae - Caecum lineicinctum - Caecum liratocinctum - Caecum lohri - Caecum loyaltense - Caecum macrum - Caecum maestratii - Caecum magellanicum - Caecum malleatum -†Caecum mammillatum - Caecum maori - Caecum maraisi - Caecum marginatum - Caecum marmoratum - Caecum massambabense - Caecum mauritianum - Caecum metamorphosicum - Caecum microcyclus - Caecum microstriatum - Caecum mirificum - Caecum modestum - Caecum monstrosum - Caecum morgan - Caecum multicostatum - Caecum musorstomi - †Caecum nemoralis - Caecum neocaledonicum - Caecum oahuense - Caecum obtusum - Caecum occidentale - Caecum orcutti - Caecum paradoxum - Caecum parvum - Caecum pascuanum - †Caecum pertenuis - Caecum planum - Caecum plicatum - Caecum pollicare - Caecum pulchellum - Caecum pygmaeum - Caecum quadratum - Caecum rapanuiense - Caecum regulare - Caecum rehderi - Caecum reversum - Caecum richthofeni - Caecum rijgersmai - Caecum rolani - Caecum rostratum - Caecum ryssotitum - Caecum searleswoodii - Caecum semilaeve - Caecum senegambianum - Caecum sepimentum - Caecum sinuatum - Caecum skoglundae - Caecum smriglioi - Caecum someri - Caecum striatum - Caecum strictum - Caecum strigosum - Caecum subannulatum - Caecum subaustrale - Caecum subconicum - Caecum subcylindratum - Caecum subflavum - Caecum subimpressum - Caecum subobsoletum - Caecum subornatum - Caecum subquadratum - Caecum subspirale - Caecum subvolutum - Caecum succineum - Caecum swinneni - Caecum taeniatum - Caecum tahitianum - Caecum tenue - Caecum tenuicostatum - Caecum tenuiliratum - †Caecum tenuistriatum - Caecum teres - Caecum textile - Caecum tornatum - Caecum torquetum - Caecum tortile - Caecum trachea - Caecum trindadense - Caecum troglodyta - †Caecum tumidum - Caecum uncinatum - Caecum undatum - Caecum uvea - Caecum vanuatuarum - Caecum varanoi - Caecum variegatum - Caecum venosum - †Caecum verai - Caecum vertebrale - Caecum vicinum - Caecum virginiae - Caecum vitreum - Caecum wami - Caecum wayae - Caecum zaagmani